# 派拉蒙國際電視網
派拉蒙國際電視網（Paramount International Networks，PIN)是派拉蒙國內傳媒網旗下的國際電視部門。該部門負責美國以外的派拉蒙電視事業，運營有喜劇中心、MTV等品牌的電視頻道。公司總部設在紐約市和倫敦。